# Jagdszenen aus Niederbayern
Jagdszenen aus Niederbayern (alemany: Escenes de cacera de Baviera) és una pel·lícula d’Alemanya occidental del 1969 dirigida per Peter Fleischmann. Es basa en una obra de teatre del mateix nom de Martin Sperr, que també va interpretar el paper principal a la pel·lícula. Va ser escollida com a representació alemanya als Premis Oscar de 1969, però no va aconseguir rebre la nominació.

## Argument
En un petit poble de la Baixa Baviera, se sospita que el mecànic Abram (Martin Sperr) de vint anys és homosexual. No és l'únic foraster, ja que també hi són presents un treballador convidat estranger i la criada Hannelore (Angela Winkler), que és difamada com a puta pels vilatans. Quan Abram apallissa Hannelore, la situació s'intensifica i els histèrics vilatans intenten caçar Abram.

## Repartiment
- Martin Sperr : Abram
- Angela Winkler : Hannelore
- Else Quecke : Barbara
- Michael Strixner : Georg
- Gunja Seiser : Maria
- Johann Brunner : Hiasl
- Hanna Schygulla : Paula
- Renate Sandner : Zenta
- Ernst Wager : Volker
- Johann Lang : Ernstle

## Producció
La pel·lícula es va rodar al petit poble d'Unholzing a Postau prop de Landshut. A causa del tema controvertit de la pel·lícula, l'equip de filmació va haver de fer front a les reaccions de vegades hostils dels vilatans.
Fleischmann va barrejar actors professionals i aficionats al repartiment, de vegades directament des dels llocs de rodatge, per tal de garantir un ambient autèntic. Fleischmann va convèncer Johann Brunner, de 73 anys, que més tard va descriure el rodatge de la pel·lícula com el millor moment de la seva vida, perquè aparegués davant de la càmera en el paper de l'antic criat. Per a les actrius Angela Winkler i Hanna Schygulla, encara desconegudes en aquell moment, aquesta pel·lícula va ser el seu primer llargmetratge. Tenen un accent bavarès impecable a la pantalla, perque foren doblades per dones joves d'un dels pobles on es va dur a terme el rodatge.

## Premis
Va guanyar dos premis Bundesfilmpreis el 1969:
- Filmband in Gold al millor actor (Michael Strixner)
- Filmband in Silber a la millor pel·ícula (Peter Fleischmann)

Al 22è Festival Internacional de Cinema de Canes va guanyar el Premi Georges Sadoul de la Setmana de la Crítica